# Fundación Sancho el Sabio
La Fundación Sancho el Sabio es un centro de documentación sobre la cultura vasca, fundada en 1955 como Institución Sancho el Sabio por la Caja de Ahorros Municipal de la Ciudad de Vitoria. Depende de la Fundación Vital y tiene su sede en la ciudad de Vitoria. Sus fondos incluyen impresos, manuscritos, publicaciones seriadas, fondos iconográficos, archivos privados, etc. en distintos soportes. Es uno de los centros de documentación pioneros en el mundo en la recopilación de fondos bibliográficos y documentales vascos. 

## Historia
- 1955. La Institución Sancho el Sabio inicia su andadura por iniciativa de la entonces Caja de Ahorros Municipal de la Ciudad de Vitoria.
- 1964. El Centro de Estudios e Investigación de la Institución Sancho el Sabio nace de la necesidad de dar cauce a diversas inquietudes culturales alavesas. Entre las múltiples iniciativas apoyadas por este Centro destaca la creación de una Biblioteca Vasca.
- 1989. En este año la Institución Sancho el Sabio pasa a tener entidad jurídica propia con la denominación de Fundación Sancho el Sabio.
- 1990. De la fusión de la Caja de Ahorros de Vitoria y de la Caja de Ahorros Provincial de Álava surge la Caja de Vitoria y Álava (Caja Vital) y La Fundación pasa a depender de esta nueva entidad.
- 1991. La Fundación Sancho el Sabio se traslada al Palacio Zulueta, donde se materializa el impulso dado en 1989.
- 2009. Se inaugura la nueva sede de la Fundación en el n.º 23 de Portal de Betoño, Vitoria con la rehabilitación del Antiguo Convento de las Madres Carmelitas de Betoño.[1] Se impulsa el libre acceso a sus contenidos a través del repositorio digital Memoria digital vasca.[2]

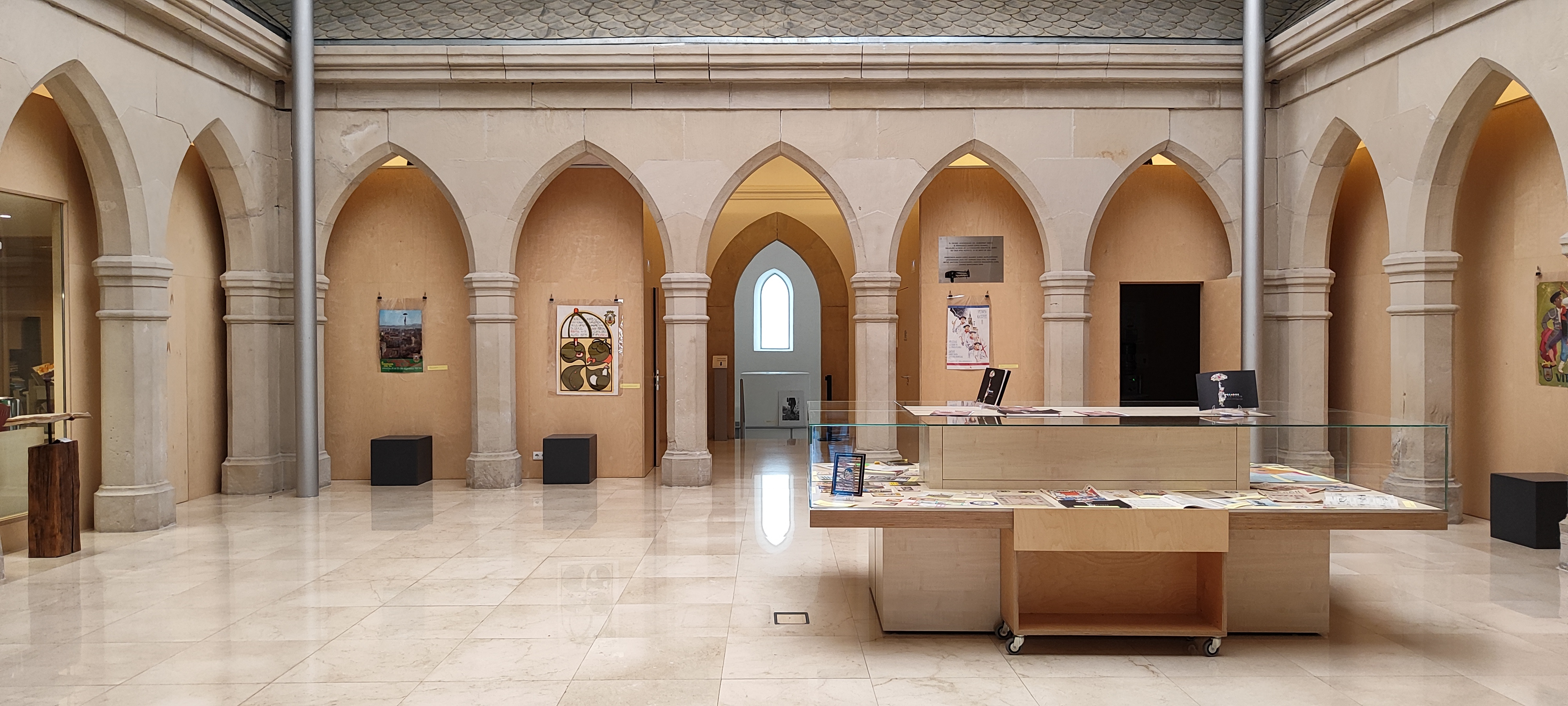
Vestíbulo de la Fundación Sancho El Sabio

## Objetivos
Desde su nacimiento mantiene los mismos objetivos: recopilar, ordenar, conservar y difundir documentación referida a la cultura vasca. Su amplia trayectoria temporal ha posibilitado la formación de uno de los fondos documentales vascos más ricos y completos: manuscritos desde el siglo XV, impresos y material cartográfico desde el siglo XVI, material gráfico desde el siglo XVIII y otros materiales en soportes derivados de las nuevas tecnologías.
Así mismo desde su origen, el ámbito geográfico contemplado incluye los territorios actuales de la comunidad autónoma del País Vasco, Comunidad Foral de Navarra y País Vasco Francés dentro del Departamento de Pirineos Atlánticos, ampliado por razones históricas a las zonas limítrofes comprendidas entre el río Ebro al Sur, y el río Garona, al Norte.

## Fondos
Libros. Fondo patrimonial
La creación del fondo bibliográfico y documental se empezó a gestar en el año 1964 con la adquisición de la biblioteca del bibliófilo Antonio Odriozola compuesta por monografías de los siglos XVII al XX. Poco más tarde se adquirió la biblioteca de Deogracias Estavillo, con obras de los siglos XIX y XX.
A partir de aquí, el fondo se ha visto incrementado por adquisiciones y donaciones que han dado lugar a la formación de uno de los conjuntos documentales vascos más ricos y completos, con miles de manuscritos e impresos, desde el siglo XV, que se han digitalizado para garantizar su conservación y facilitar la consulta.
Libros. Edición actual
Este fondo supone más del 80% del total de las monografías de la biblioteca. Está formado por obras que van desde las primeras ediciones de los grandes novelistas del 98 hasta la gran explosión editorial que se produce a partir de los años 80.
También están presentes la historia, los cambios sociales y políticos, las ideologías, las creencias y el pensamiento, la filosofía, el derecho, la gastronomía, el arte, la escultura, el cine, los medios de comunicación, y un largo etc. que completan y conforman el amplio abanico por el que se desarrolla el panorama cultural vasco.
Hemeroteca
Revistas emblemáticas de la cultura vasca, memorias económicas y de actividades de todo tipo de empresas e instituciones, prensa actual e histórica, así como una original colección de fanzines componen un fondo que superan los 11.000 títulos.
Para facilitar la búsqueda de artículos se realizan dos procesos, por un lado, el vaciado analítico de las principales revistas, y por otro, la digitalización de los sumarios y textos en un proyecto que asocia la descripción bibliográfica con las imágenes.
Además, y dentro de un proyecto de colaboración con otras instituciones, se está procediendo a la digitalización de la prensa vasca actual.
Archivos privados
Esta sección nació en el año 1993 para conservar y poner al servicio de la investigación archivos familiares cuya consulta era de difícil acceso. Mediante adquisición o por depósito temporal de las familias propietarias, se ha creado una base de datos compuesta por varios miles de documentos catalogados y digitalizados pertenecientes a varios archivos cuyo ámbito cronológico abarca desde el siglo XIII al siglo XX.
Hoy comprende, bien por depósito o bien por compra, trece archivos: familiares (Asteguieta, Barrutia, Ferrería de Largacha, Larrea, Marqués de la Alameda, Otazu y Sáenz de Tejada); personales (Azaola y Mondragonés) y de entidades (Prefectura Apostólica de Urabá). Nueve de ellos están organizados y catalogados, (Asteguieta, Azaola, Barrutia, Ferrería de Largacha, Larrea, Marqués de la Alameda, Mondragonés, Otazu y Sáenz de Tejada), uno inventariado (la Prefectura de la Misión de Urabá) y tres en espera de su organización (Yrizar –Bergara y Azkoitia– y Ampuero), dado que han ingresado en 2007 y 2008.
Archivo fotográfico
Propiedad de Caja Vital, contiene 90.000 fotografías catalogadas o inventariadas y 7.772 imágenes digitalizadas. Está formada por cuatro archivos: tres generados por la Caja Vital y por sus antecesoras (Caja de Ahorros Municipal de Vitoria y Caja de Ahorros Provincial de Álava) y uno comprado por esta entidad, al que se ha denominado Archivos Fotográficos del País Vasco.
Los Archivos Fotográficos del País Vasco, que se pueden consultar desde el catálogo de la Web,  forman un archivo facticio compuesto por trece fondos, de procedencia diversa, adquiridos por Caja Vital hacia 1990. Cada fondo tiene el nombre del fotógrafo, agencia informativa o familia a la que perteneció. Al ser un fondo cerrado, no están previstos  nuevos ingresos. La mayoría de las imágenes son en blanco y negro, alguna en color. Las fechas que abarca van desde 1860 hasta 1980. Se compone de 7.772 negativos de los que se ha realizado su correspondiente internegativo, en formato 4,5 X 6 cm, y positivo en papel, en formato 18 x 24 cm, para consulta. Estando totalmente digitalizados actualmente.
Los documentos originales se hallan custodiados en cajas confeccionadas con cartón que cumple los requisitos de conservación para su alta permanencia. Presentan anotaciones manuscritas encaminadas a la recuperación y el acceso de los originales custodiados. La protección directa se completa con la utilización individualizada de sobres para la conservación.
Otras secciones
La colección de cartografía la componen más de un millar de mapas, catalogados, con ejemplares que van desde el atlas del geógrafo y cartógrafo renacentista Abraham Ortelius a mapas de Mercator, Hondius, Jansonius, Blaeu, Nolin, etc., o ejemplares de los mapas de los territorios históricos vascos y de Navarra de Tomás López en el siglo XVIII y de Francisco Coello en el XIX, hasta los mapas en formato digital del siglo XXI.
La cartografía histórica, con 330 mapas está totalmente digitalizada.
Materiales Gráficos
Esta sección forma un fondo de varios miles de carteles con una amplia categoría temática y cronológica. El más antiguo data de finales del siglo XVIII. Desde el año 2001 se está procediendo a su inventario y catalogación. Carteles clasificados en:
* Antimilitarismo y conflictos bélicos
* Dibujos, estampas y láminas
* Ecología y medio ambiente
* Gais y Lesbianas
* Políticos/Gestoras pro amnistía
* Sindicales
* Taurinos
* Pegatinas.
Dosieres, folletos, octavillas, hojas volanderas, programas de fiestas, pegatinas
Ordenados temática y cronológicamente forman un conjunto documental de considerable importancia para el estudio de las últimas décadas.

## Fondos digitalizados
El tratamiento digital se realiza una vez que se ha terminado el proceso documental para favorecer la preservación de determinados fondos, y sobre todo, para facilitar su difusión.
El proyecto, pionero en su época, se inició en 1993 y ha posibilitado la digitalización del patrimonio bibliográfico, archivos privados, sumarios y artículos de revistas además de la prensa editada en la comunidad autónoma del País Vasco y Navarra. Se siguen incorporando contenidos constantemente. 
En el año 2004 se firma un acuerdo con el Departamento de Cultura del Gobierno Vasco y se crea la Biblioteca Digital Vasca con los contenidos del patrimonio bibliográfico vasco compuesto por alrededor de 3000 monografías desde el siglo XVI hasta la guerra civil española. Posteriormente se han incorporado nuevas imágenes mediante acuerdos de intercambio de copias digitales con el Parlamento Vasco y con Koldo Mitxelena Kulturunea. 
El acceso a la información es sencillo para el usuario. Desde la base de datos bibliográfica o archivística se accede a las imágenes de monografías, sumarios de revistas, artículos de revistas a texto completo y archivos privados.
Las imágenes de la prensa diaria son accesibles desde las salas de consulta en la sede de la Fundación Sancho el Sabio. El tratamiento digital se realiza una vez que se ha terminado el proceso documental para favorecer la preservación de determinados fondos, y sobre todo, para facilitar su difusión.
El proyecto, pionero en su época, se inició en 1993 y ha posibilitado la digitalización del patrimonio bibliográfico, archivos privados, sumarios y artículos de revistas además de la prensa editada en la comunidad autónoma del País Vasco y Navarra. Se siguen incorporando contenidos constantemente. 
En el año 2004 se firma un acuerdo con el Departamento de Cultura del Gobierno Vasco y se crea la "Biblioteca Digital Vasca" con los contenidos del patrimonio bibliográfico vasco compuesto por alrededor de 3000 monografías desde el siglo XVI hasta la guerra civil española. Posteriormente se han incorporado nuevas imágenes mediante acuerdos de intercambio de copias digitales con el Parlamento Vasco y con Koldo Mitxelena Kulturunea. 
El acceso a la información es sencillo para el usuario. Desde la base de datos bibliográfica o archivística se accede a las imágenes de monografías, sumarios de revistas, artículos de revistas a texto completo y archivos privados.
Las imágenes de la prensa diaria sólo son accesibles en Intranet.
Relación de fondos digitalizados: 
Libros y manuscritos
Contiene todas las monografías y manuscritos digitalizados.
Archivos privados
Lo componen archivos familiares y personales, generalmente en depósito.
Revistas vascas
Artículos a texto completo de revistas emblemáticas de la cultura vasca a los que se accede directamente haciendo clic sobre la cámara.
Mapas
Material cartográfico, con alrededor de unas 1.200 imágenes de mapas desde el siglo XVI hasta 1960.
Sumarios de revistas vascas
Acceso a los sumarios o índices.
Artículos de revistas no vascas
Contiene los artículos a texto completo de las revistas editadas fuera del País Vasco a los que se accede previo registro de usuario.

## Actividades culturales
Desde sus inicios la Fundación Sancho el Sabio ha tratado de ser un espacio de reflexión sobre la cultura vasca en cualquiera de sus aspectos. Para lograr este objetivo lleva a cabo actividades de difusión cultural tales como: ciclos y conferencias, seminarios, exposiciones, ponencias en jornadas y participación en mesas redondas, cursos y congresos. Así mismo se convocan becas, premios y certámenes. 
Entre los eventos cabe destacar las Exposiciones, que suelen estar acompañadas de su correspondiente publicación:
- Los Carlistas
- Los Judíos
- Los Masones
- Los Inquisidores
- Los Ejércitos
- Los Nacionalistas
- Los Escritores
- Los Cineastas
- Los Vascos y Europa
- Los Liberales
- La Casa de los Libros: 40 años de la Fundación Sancho el Sabio.[6]
- Fanzinoteca.[7]

Las Becas y Certámenes destinadas a las nuevas generaciones de universitarios e investigadores son un medio para dar a conocer los resultados de sus estudios. Las becas que se convocan son:
Beca de Bibliografía Jesús Olaizola
En recuerdo del antiguo director del Centro ya fallecido. Se trata de una recopilación de bibliografía sobre cultura vasca que complete nuestros fondos en cualquier área temática.
Certamen Universitario de Investigación Sancho el Sabio
Dirigido a estudiantes universitarios para el fomento de la investigación de la cultura vasca y la utilización de los fondos de la Fundación. Bases de la última convocatoria
Concursos y premios dentro de las agendas escolares que anualmente reparte la Caja Vital.

## Exposiciones virtuales
- Afiches: paredes con historia[10]

- El viaje por el ayer[11]

## Galería de imágenes

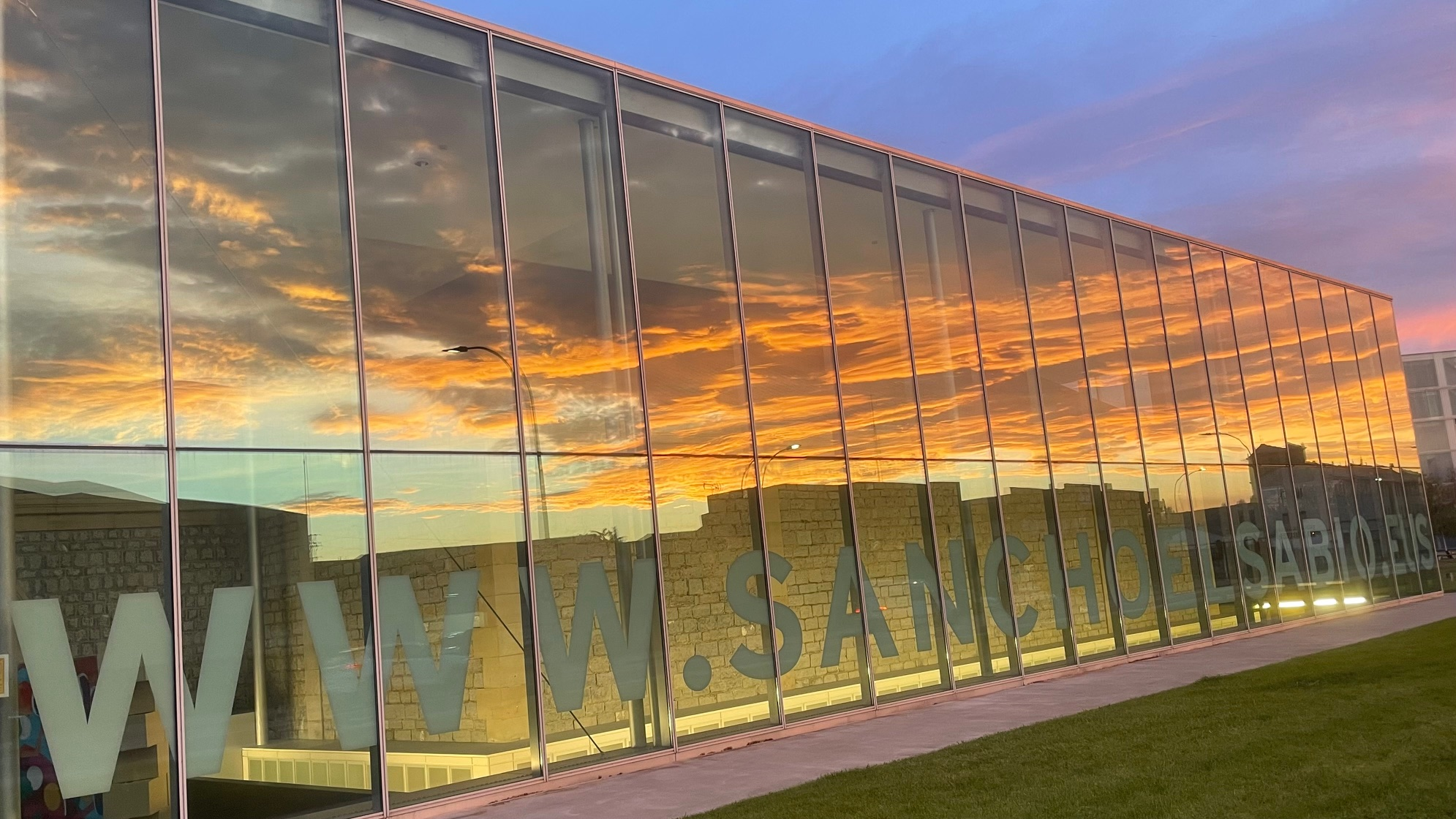
La Fundación al amanecer
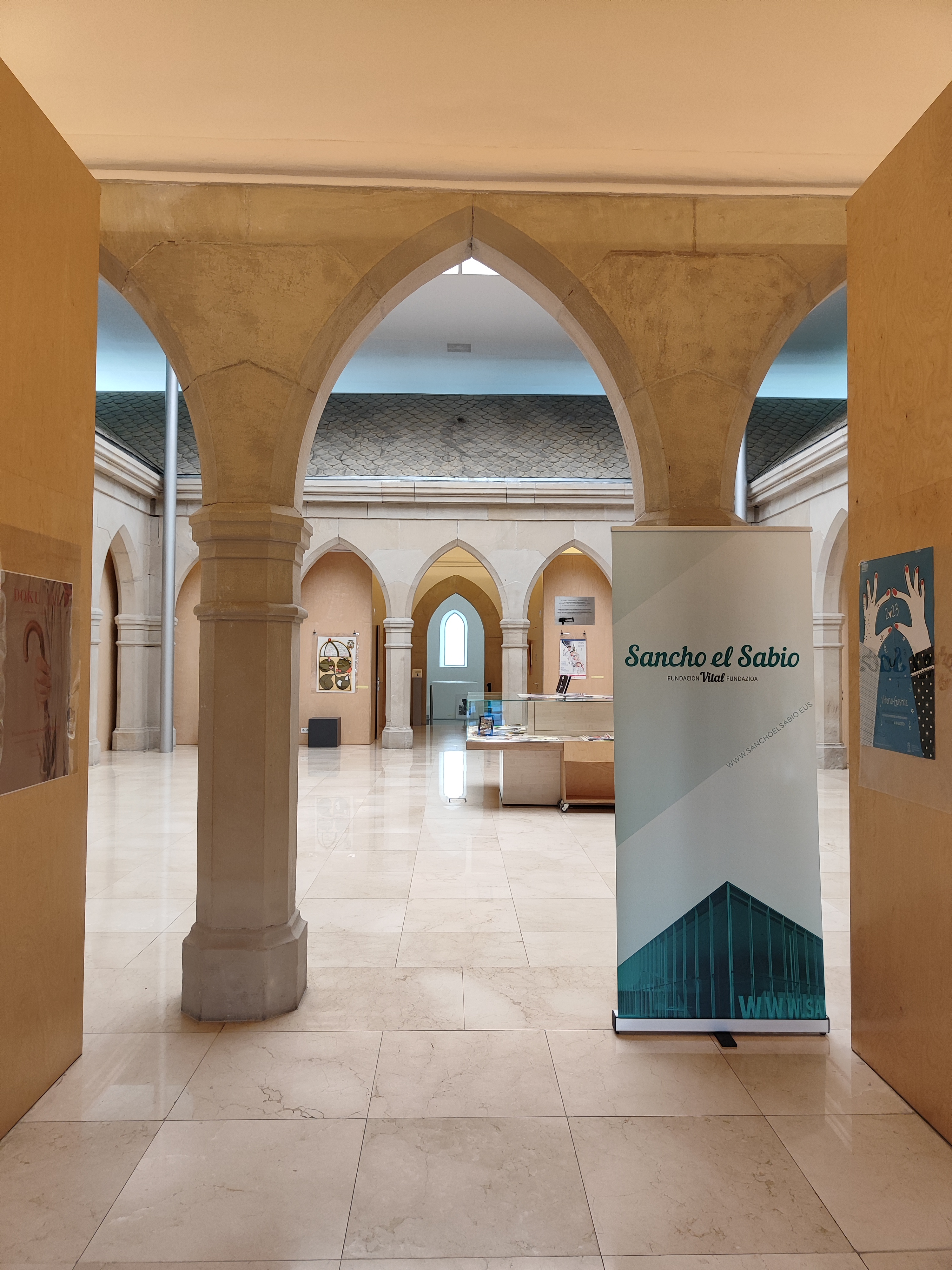
Claustro
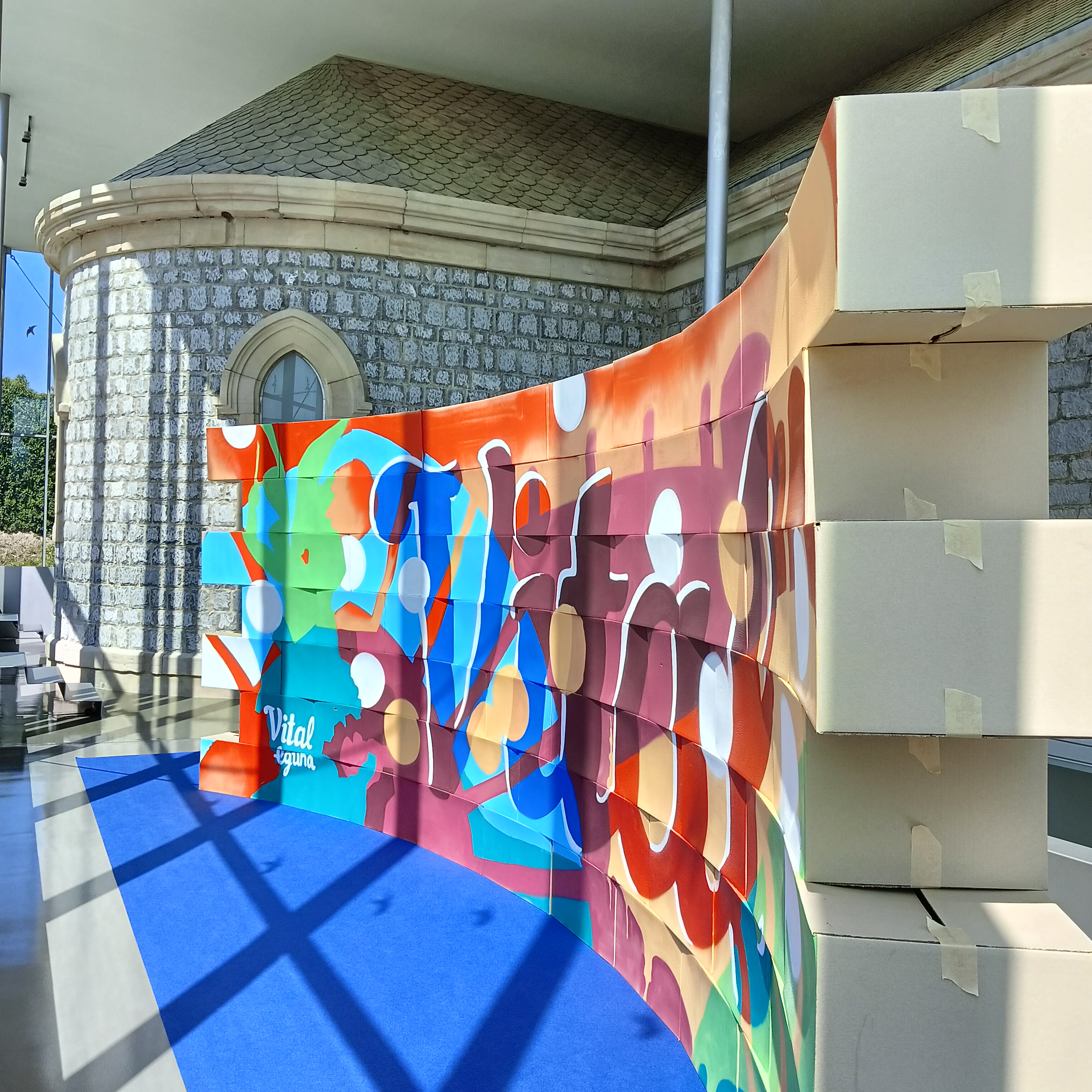
Trasera del edificio
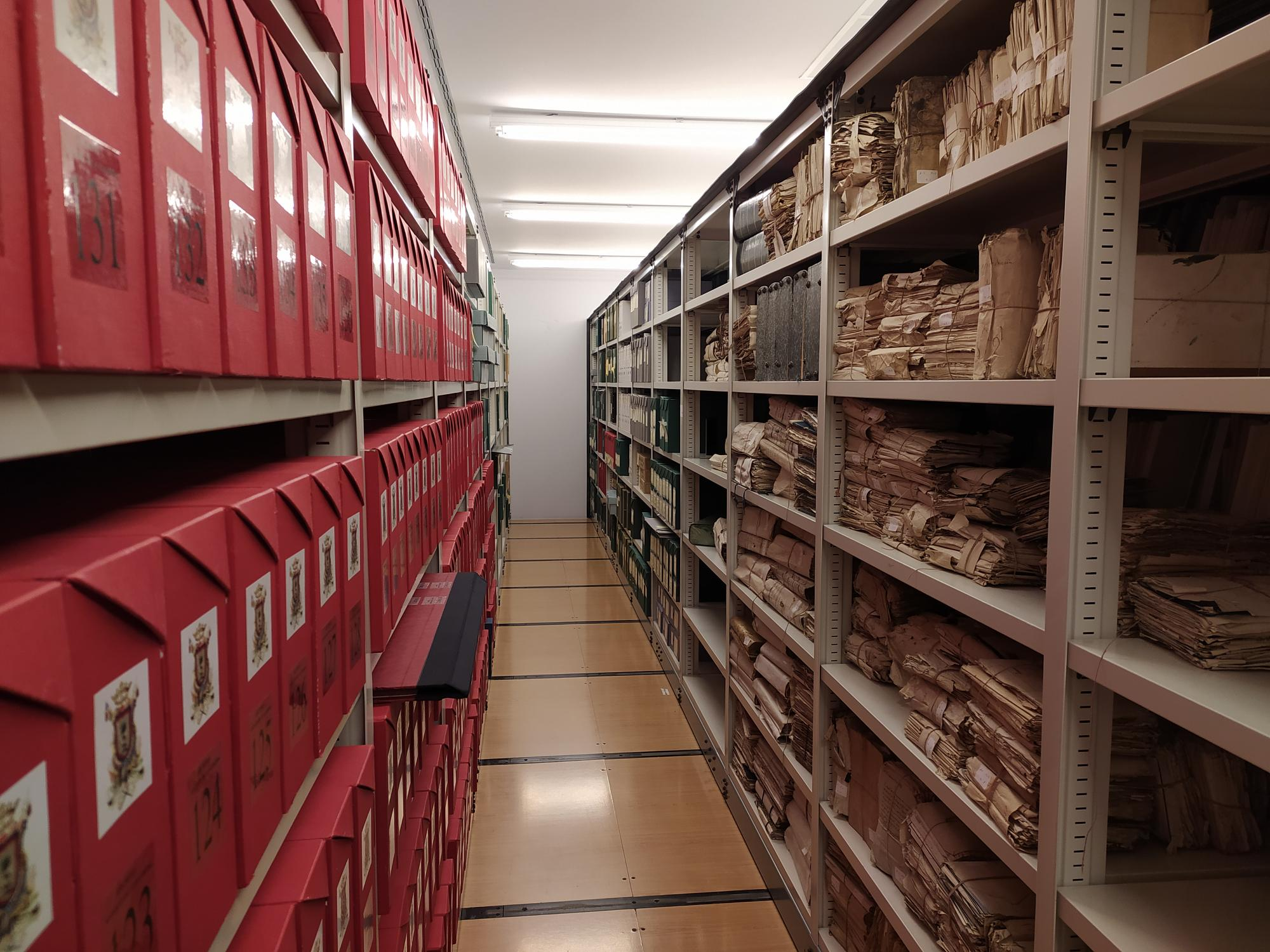
Depósito
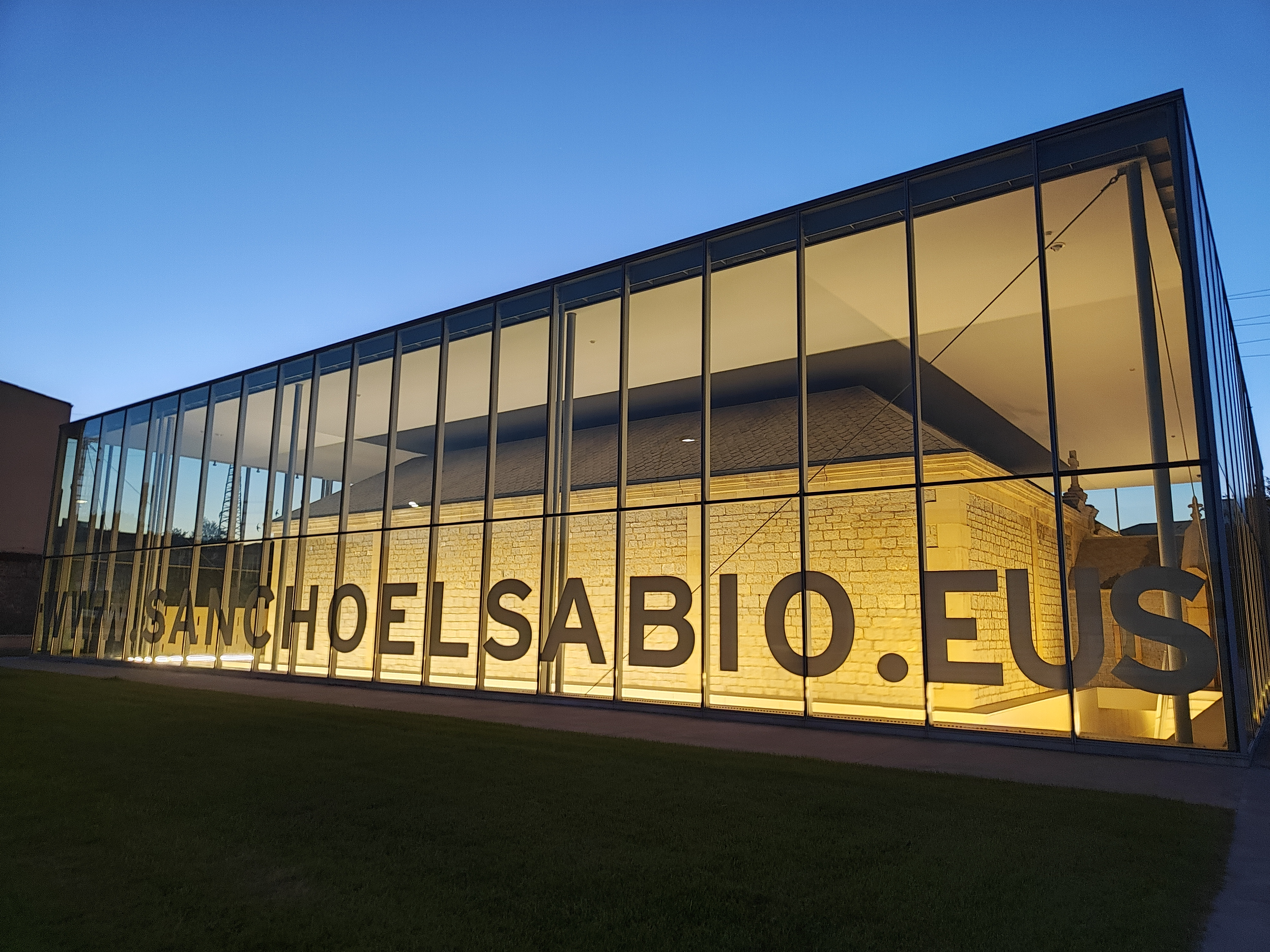
Iluminación nocturna